# Vellozia macedonis
Vellozia macedonis är en enhjärtbladig växtart som beskrevs av Robert Everard Woodson. Vellozia macedonis ingår i släktet Vellozia och familjen Velloziaceae. Inga underarter finns listade.